# Ion Ivanovici
Ion Ivanovici, född 1845 under namnet Jovan Ivanović i Timișoara, Rumänien, död 28 september 1902 i Bukarest, Rumänien, rumänsk kompositör av serbiskt ursprung. Ivanovici har blivit mest känd för sin komposition Valurile Dunari (Donauwellen).